# Adsorptionskapazität
Die Adsorptionskapazität, Beladungshöhe, Beladungskapazität oder Adsorptionsfähigkeit bezeichnet in der Verfahrenstechnik die aufgenommene Menge zu adsorbierender Stoff aus dem Fluid (Adsorptiv) pro Menge Adsorbens.
Adsorptionskapazitäten werden in der Regel in Gramm pro 100 Gramm Adsorbens angegeben. Da sie abhängig von Temperatur und Konzentration bzw. Partialdruck des Adsorptivs sind, werden Adsorptionskapazitäten in der Regel so angegeben, dass die genannten Randbedingungen zu erkennen sind. Die Adsorptionskapazität steigt mit der Adsorptivkonzentration in der Gasphase und fällt mit der Betriebstemperatur. Die Darstellung der Adsorptionskapazität als Funktion von Partialdruck bzw. Konzentration des Adsorptivs wird als Adsorptionsisotherme bezeichnet.
In der technischen Anwendung führen Restbeladungen nach erfolgter Regeneration (in der Regel eine Desorption mittels Heißdampf oder Temperaturerhöhung und anschließender Trocknung und Kühlung) zur Verringerung der Adsorptionskapazität. Dies kann eine Reaktivierung oder einen Austausch des Adsorbens erforderlich machen. Durch Imprägnierung von Adsorbenzien, insbesondere Aktivkohle, kann die Adsorptionskapazität für schlecht adsorbierbare Stoffe gesteigert werden. Der Abscheidemechanismus wird bei diesem Vorgang von Physisorption zu Chemisorption geändert.
Zum Vergleich der Adsorptionskapazitäten verschiedener Adsorbenzien für die Abgasreinigung existiert ein standardisiertes Verfahren zu ihrer Feststellung. Dazu strömt mit reinem Benzol versetzte Luft als Prüfgas über das Adsorbens, bis keine Gewichtszunahme des Adsorbens mehr zu verzeichnen ist. Zur Vermeidung konkurrierender Adsorption hat das Prüfgas frei von Wasserdampf zu sein.